# Saint-Aubin-sur-Yonne
Saint-Aubin-sur-Yonne é uma comuna francesa na região administrativa de Borgonha-Franco-Condado, no departamento de Yonne. Estende-se por uma área de 8,93 km². Em 2010 a comuna tinha 421 habitantes (densidade: 47,1 hab./km²).